# Antoing
Antoing è un comune belga di lingua francese situato nella regione Vallonia, nella provincia dello Hainaut, nei pressi della frontiera francese, tra Tournai e Valenciennes.
Il territorio comunale è composto dai nuclei di Antoing, Maubray, Péronnes-lez-Antoing, Bruyelle, Calonne e Fontenoy. 
La città è servita dalla linea ferroviaria Lilla - Liegi.